# 巴勒莫 (烏伊拉省)
巴勒莫是哥倫比亞的城鎮，位於該國西南部，由乌伊拉省負責管轄，距離首府內瓦18公里，始建於1774年1月7日，面積695平方公里，海拔高度609米，2005年人口27,217。